# Kiang Central
Kiang Central är ett distrikt i Gambia. Det ligger i regionen Lower River, i den centrala delen av landet, 90 km öster om huvudstaden Banjul. Antalet invånare var 8 661 vid folkräkningen 2013. De största orterna då var Kwinella Nia Kunda och Nema.